# John Ramsay McCulloch
John Ramsay McCulloch (1º marzo 1789 – 11 novembre 1864) è stato un economista scozzese.
Fu discepolo ed erede teorico di David Ricardo.

## Opere

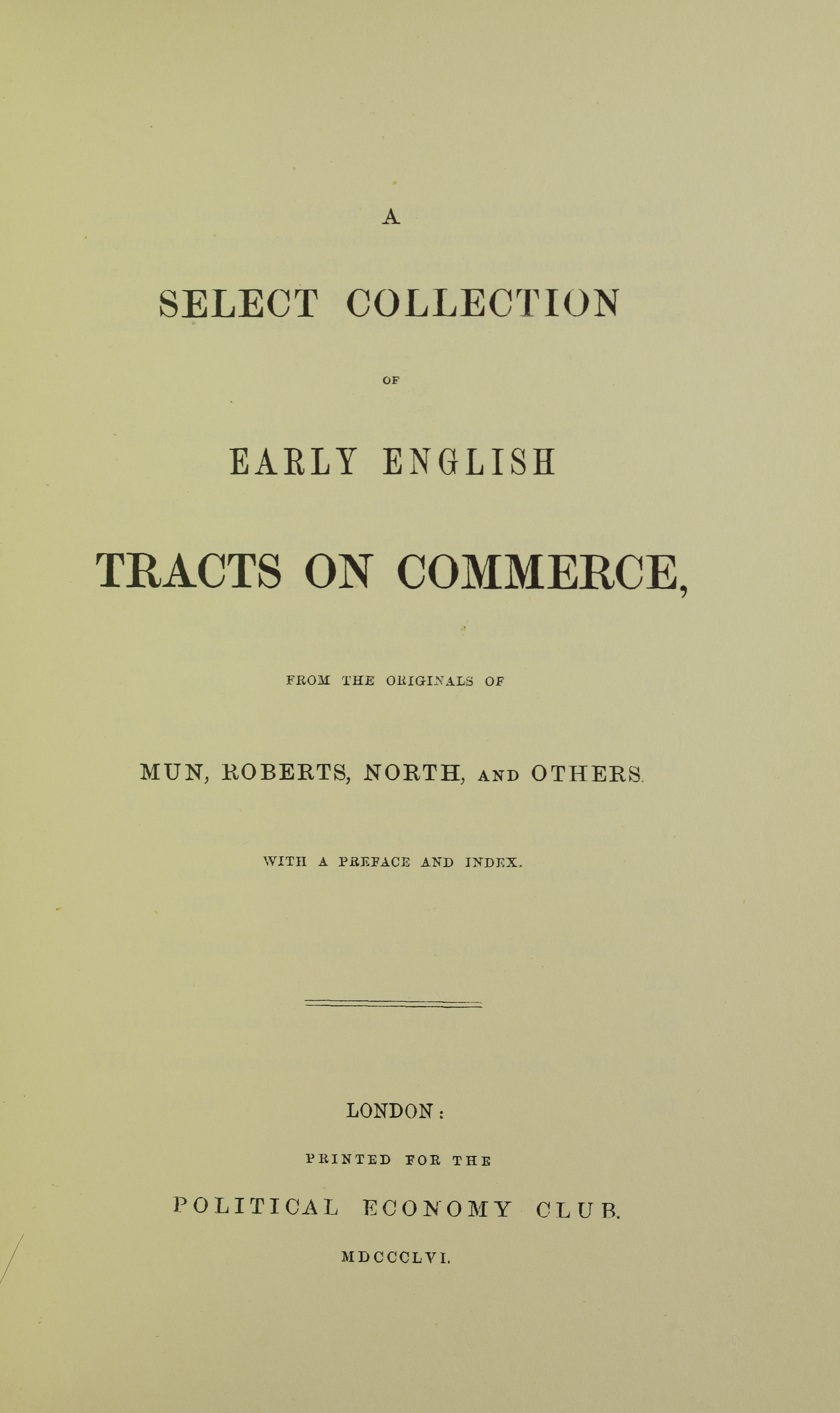
Early english tracts on commerce, 1954

- (EN) Literature of political economy, Series of reprints of scarce works on political economy, n. 5, London, London school of economics and political science, 1938  [1845].
- (EN) Early english tracts on commerce, Cambridge, University press, 1954  [1856].